# Àustria Interior
Àustria Interior fou el nom donat al conjunt territorial format pels ducats d'Estíria, Caríntia i Carniola, governats en unió personal per la branca leopoldina dels Habsburg.